# Władimir Rusanow (1909)
Lodołamacz „Władimir Rusanow” (ros. Ледокол „Владимир Русанов”) – brytyjski, rosyjski, a następnie radziecki statek.
Stępka statku została położona 5 grudnia 1908 roku w brytyjskiej stoczni A. J. Harvey and Co. w Glasgow. W 1909 roku nastąpiło jego wodowanie. Nadano mu nazwę „Bonaventure” na cześć św. Bonawentury. Jego portem macierzystym był St. John’s w Kanadzie. Statkiem pływali łowcy fok. Od 1913 roku służył dla Dominium Nowej Fundlandii przy budowie terminali portowych.
W roku 1915 został sprzedany ministerstwu handlu i przemysłu Rosji. Otrzymał wówczas nazwę „Владимир Русанов” na cześć rosyjskiego badacza Arktyki. Portem macierzystym był Archangielsk, gdzie przystosowano go do funkcji lodołamacza. Funkcję kapitana statku objął Stessel. Wszedł w skład Flotylli Północnego Oceanu Lodowatego. Po zajęciu miasta przez alianckie wojska interwencyjne 2 sierpnia 1918 roku, statek na początku listopada tego roku został przejęty przez Brytyjczyków, którzy przywrócili mu pierwotną nazwę „Bonaventure”, a w 1919 roku przekazali go Białym Rosjanom.
Kiedy Archangielsk przejęli bolszewicy na początku 1920 roku, statek na krótko podporządkowano Morskim Siłom Morza Północnego. Od połowy czerwca tego roku wykonywał zadania cywilne – był wykorzystywany do badań naukowych Arktyki. W 1932 roku uczestniczył w ekspedycji naukowej na Morzu Karskim, w wyniku której odkryto Wyspy Izwiestii CIK.
W roku 1936 brał udział w przygotowywaniach do pierwszej ekspedycji lotniczej na biegun północny. Po ataku wojsk niemieckich na ZSRR 22 czerwca 1941 roku, został przejęty przez flotę wojenną i pod nazwą „LD-5” wszedł w skład Flotylli Białomorskiej. Prowadził działania pomocnicze i przewoził różnego rodzaju materiały.
W połowie czerwca 1942 roku powrócił do zadań cywilnych, a 21 stycznia 1967 roku został zdany na złom.